# Ely Henry
Ely Henry est un acteur américaino-canadien né le 18 octobre 1991 à Toronto en Ontario.

## Filmographie

### Cinéma
- 2004 : Lolita malgré moi : le garçon qui travaille à la maison
- 2005 : Treize à la douzaine 2 : le plus jeune fils de Doobner
- 2009 : Kick Ass Karate Class : Zeek
- 2011 : Judgment Day : Jasper
- 2013 : Tony Hale's Acting Process
- 2014 : Boadtrip : Mike
- 2015 : Buck's Plight : Buck
- 2016 : Some Freaks : Elmo Moss
- 2016 : All Exchanges Final : Travis
- 2017 : Processing Station : The Ely
- 2018 : Yéti et Compagnie : Fleem
- 2019 : Morningside Court : Ely
- 2019 : Zeroes : Gary

### Télévision
- 2006-2007 : Monster Warriors : Eustace
- 2007 : The Altar Boy Gang : Wayne Little
- 2007 : Un amour de loup-garou : Garrett
- 2009 : Objection! : Walter (1 épisode)
- 2010 : The Latest Buzz : Nerd (1 épisode)
- 2011 : Skins : le vendeur (1 épisode)
- 2012 : I, Martin Short, Goes Home : Stan
- 2012 : Wingin' It : Eli (1 épisode)
- 2012 : The New Normal : Devin (1 épisode)
- 2012 : Guidance : Arii Schulman (3 épisodes)
- 2013 : Twisted : Doug (5 épisodes)
- 2013 : Bonne chance Charlie : Brian (1 épisode)
- 2013-2014 : Suburgatory : Reggie (6 épisodes)
- 2014 : The Middle : Danny
- 2014 : Cabot College : Arjan
- 2015 : The Untitled Web Series That Morgan Evan Is Doing for MTV : Ely (1 épisode)
- 2015 : Clipped : Sal (1 épisode)
- 2016 : Angel from Hell : Troy (1 épisode)
- 2016 : Roadies : Mike Finger (4 épisodes)
- 2016 : Superstore : Dougie (1 épisode)
- 2017 : Justice League Action : Noah Kuttler et le Calculateur (2 épisodes)
- 2018 : Get Shortly : Roger (1 épisode)
- 2019 : Atypical : Derk le vendeur (1 épisode)
- 2019 : Où est Charlie ? : Edmund (1 épisode)
- 2019 : Yabba-Dabba Dinosaurs! : Bamm Bamm